# 第戎圣母院

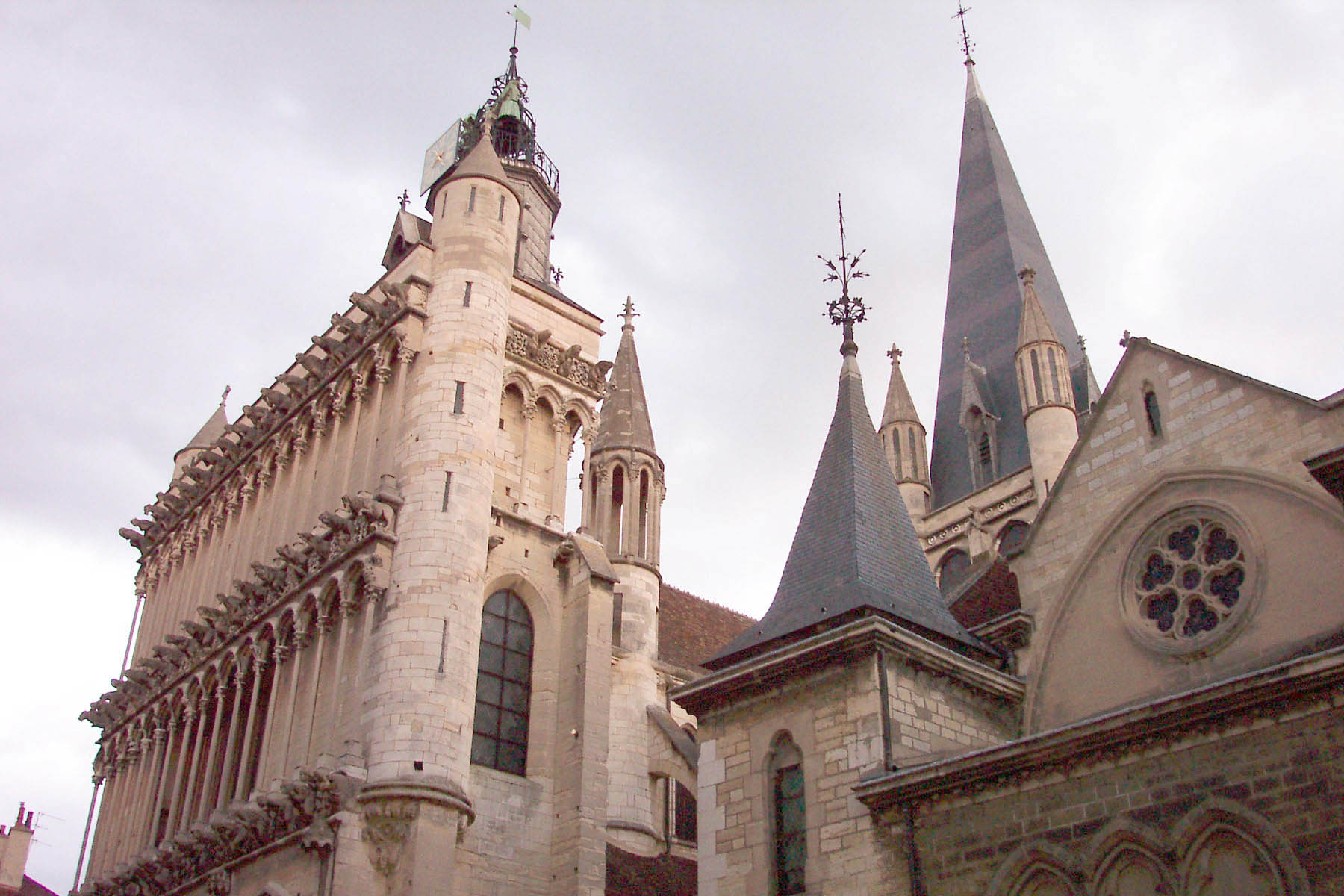
第戎圣母院

第戎圣母院（Église Notre-Dame de Dijon）是13世纪哥特式建筑的杰作，位于第戎保护区的核心，靠近勃艮第公爵宫，面对着米塞特街（rue Musette）。据估计，目前的建筑大约建于1220至1240年。
这座教堂规模适度，内有黑圣母雕像。还装饰着第戎的两个城市标志：雅克马尔钟和猫头鹰。
第戎的雅克马尔钟与众不同，共有4个小人定时敲钟：整点时雅克马尔和杰奎琳用锤子敲响大钟，而他们的“孩子”Jacquelinet 和 Jacquelinette，每一刻钟敲响小钟。1382年，勃艮第的菲利普二世从比利时的科尔特赖克带来了雅克马尔，次年安装在圣母院的南塔上。1651年，增加了一个女人，名叫杰奎琳，与雅克马尔轮流敲钟。在1714年或不久之后，应当地诗人艾梅派伦要求，又增加了一个名叫Jacquelinet的男孩。1884年，又增加了名叫Jacquelinette的女孩。
1840年，第戎圣母院被列为法国历史古迹。

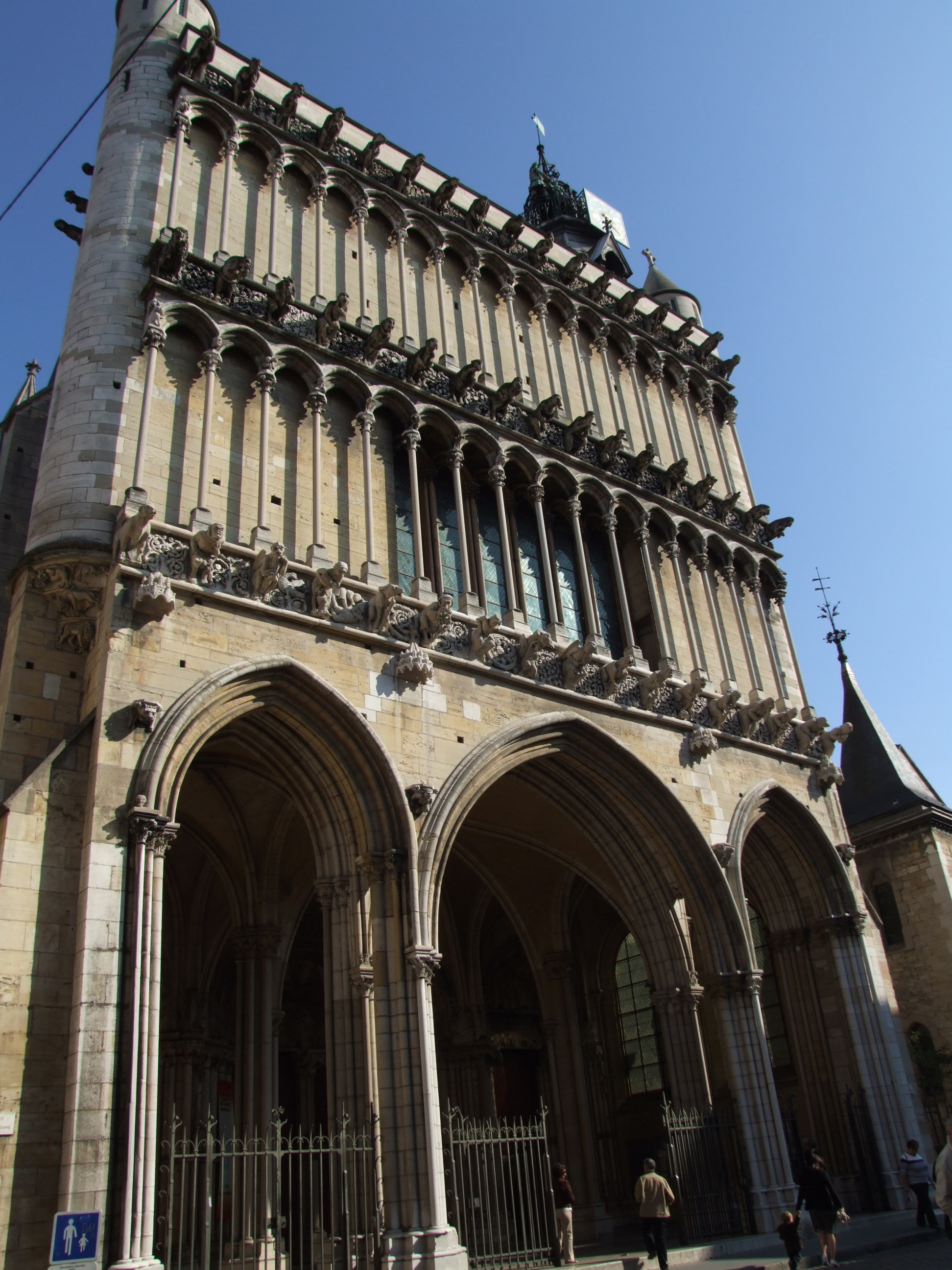
西立面
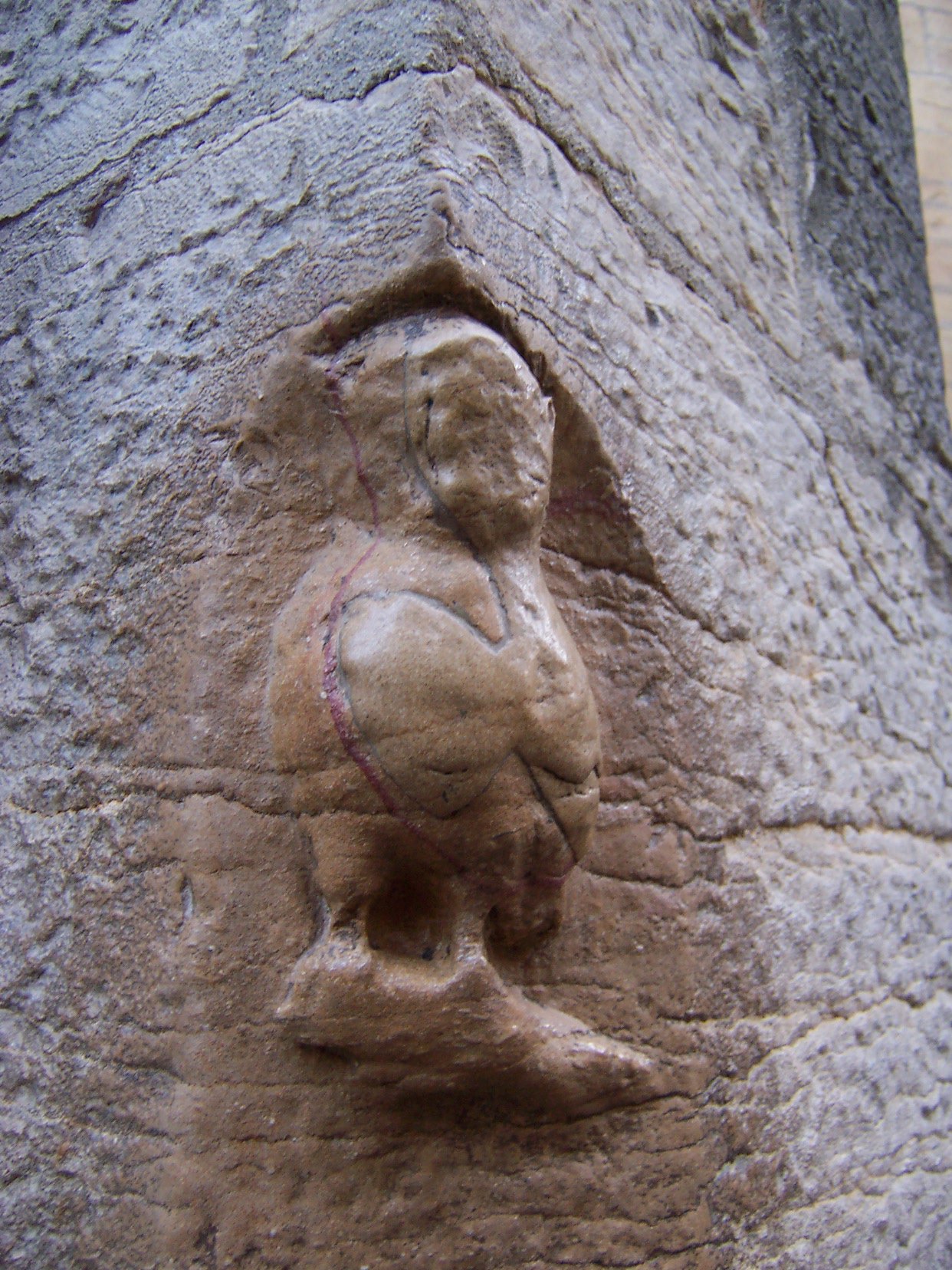
猫头鹰雕塑
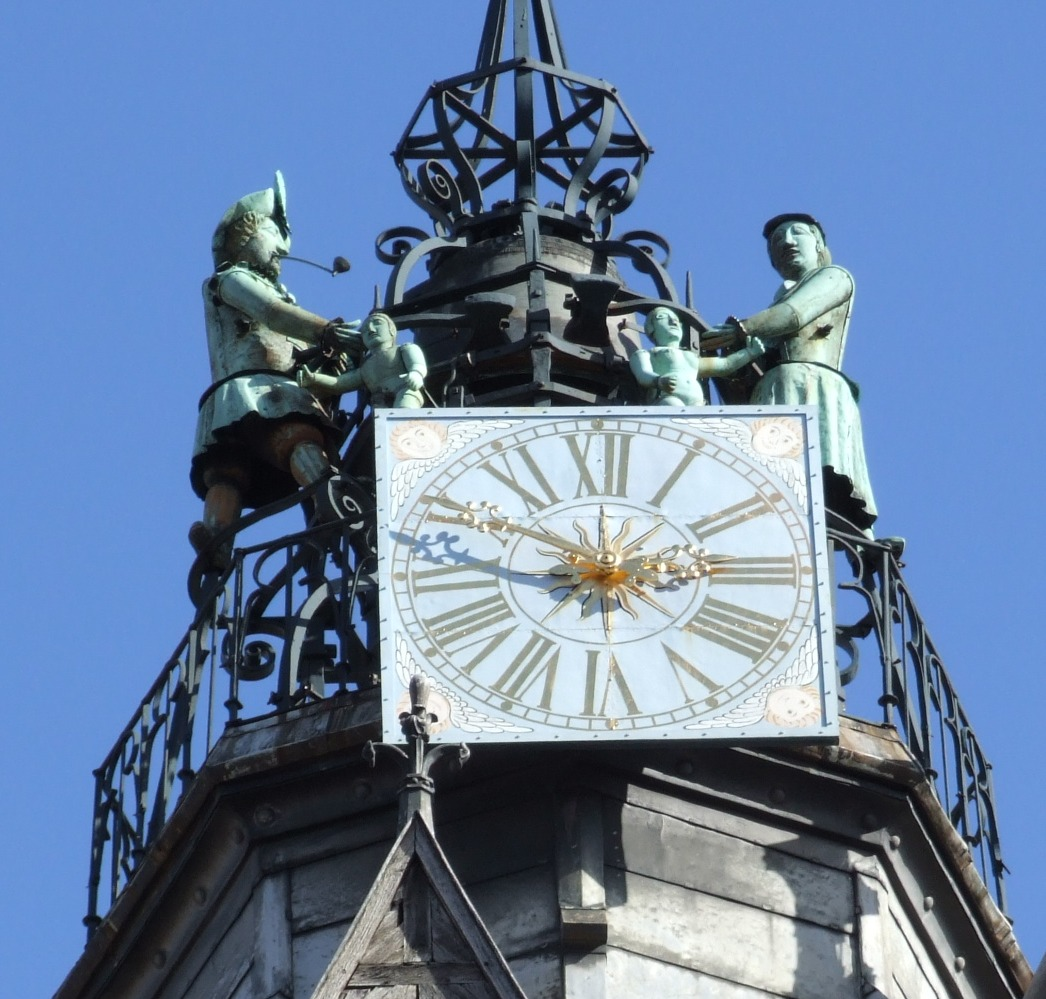
雅克马尔钟
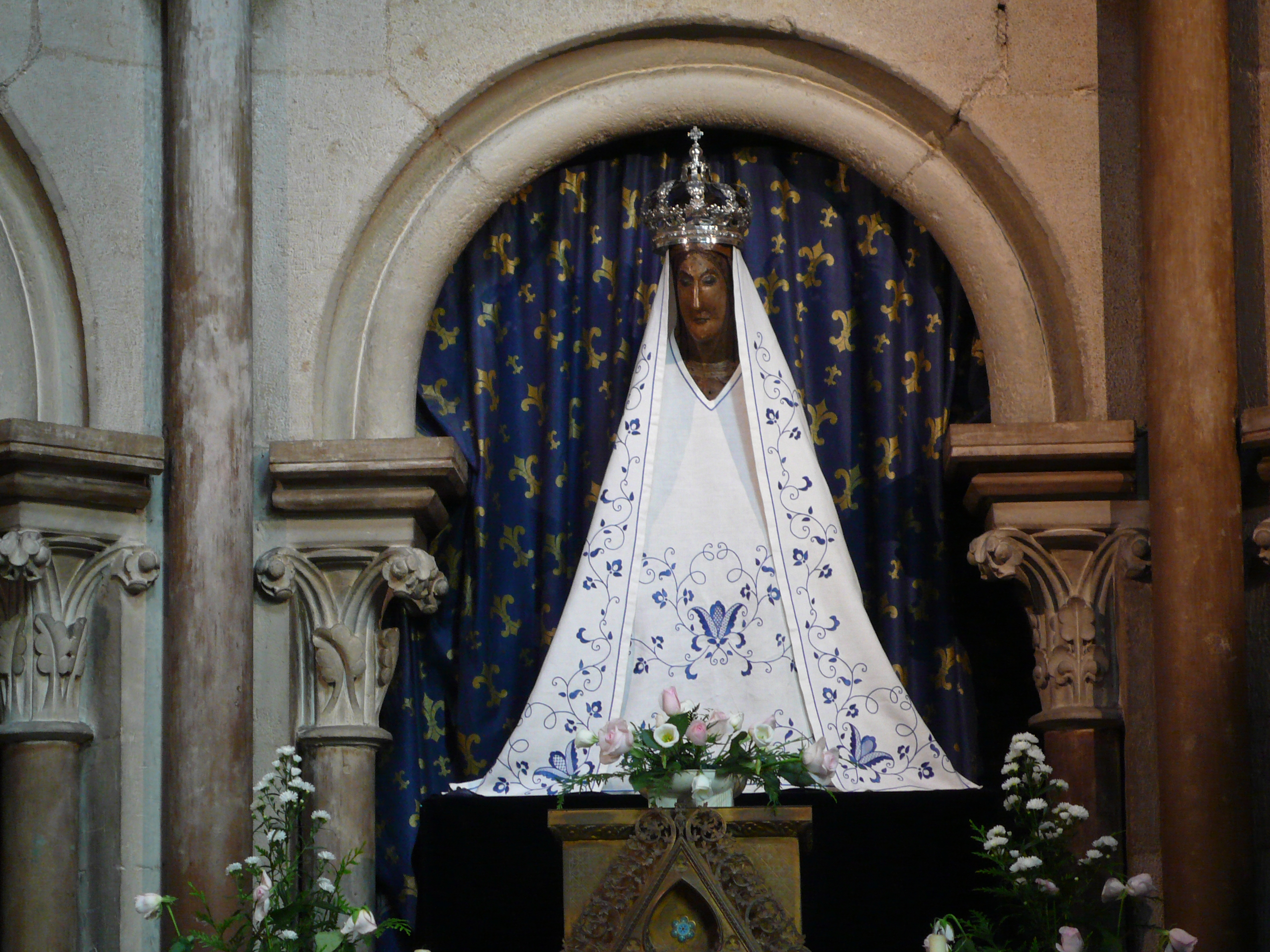
黑圣母